# Pagnoz
Pagnoz (prononcé [pa.ɲo]) est une commune française située dans le département du Jura, dans la région culturelle et historique de Franche-Comté et la région administrative Bourgogne-Franche-Comté.
Ses habitants sont appelés les Pagnolis.

## Géographie

### Climat
Pour des articles plus généraux, voir Climat de la Bourgogne-Franche-Comté et Climat du département du Jura.
En 2010, le climat de la commune est de type climat de montagne, selon une étude du Centre national de la recherche scientifique s'appuyant sur une série de données couvrant la période 1971-2000. En 2020, Météo-France publie une typologie des climats de la France métropolitaine dans laquelle la commune est exposée à un climat semi-continental et est dans la région climatique  Jura, caractérisée par une forte pluviométrie en toutes saisons (1 000 à 1 500 mm/an), des hivers rigoureux et un ensoleillement médiocre. 
Pour la période 1971-2000, la température annuelle moyenne est de 10,8 °C, avec une amplitude thermique annuelle de 17,6 °C. Le cumul annuel moyen de précipitations est de 1 266 mm, avec 13,1 jours de précipitations en janvier et 9,2 jours en juillet. Pour la période 1991-2020, la température moyenne annuelle observée sur la station météorologique de Météo-France la plus proche, « Arc-et-Senans », sur la commune d'Arc-et-Senans à 8 km à vol d'oiseau, est de 11,7 °C et le cumul annuel moyen de précipitations est de 1 182,8 mm. 
La température maximale relevée sur cette station est de 41,5 °C, atteinte le 13 août 2003 ; la température minimale est de −25 °C, atteinte le 2 janvier 1971,,. 
Les paramètres climatiques de la commune ont été estimés pour le milieu du siècle (2041-2070) selon différents scénarios d'émission de gaz à effet de serre à partir des nouvelles projections climatiques de référence DRIAS-2020. Ils sont consultables sur un site dédié publié par Météo-France en novembre 2022.

## Urbanisme

### Typologie
Au 1er janvier 2024, Pagnoz est catégorisée commune rurale à habitat dispersé, selon la nouvelle grille communale de densité à sept niveaux définie par l'Insee en 2022.
Elle est située hors unité urbaine et hors attraction des villes,.

### Occupation des sols
L'occupation des sols de la commune, telle qu'elle ressort de la base de données européenne d’occupation biophysique des sols Corine Land Cover (CLC), est marquée par l'importance des territoires agricoles (61,2 % en 2018), une proportion identique à celle de 1990 (61,2 %). La répartition détaillée en 2018 est la suivante : 
forêts (38,7 %), prairies (30,6 %), zones agricoles hétérogènes (28,5 %), terres arables (2,1 %). L'évolution de l’occupation des sols de la commune et de ses infrastructures peut être observée sur les différentes représentations cartographiques du territoire : la carte de Cassini (XVIIIe siècle), la carte d'état-major (1820-1866) et les cartes ou photos aériennes de l'IGN pour la période actuelle (1950 à aujourd'hui).

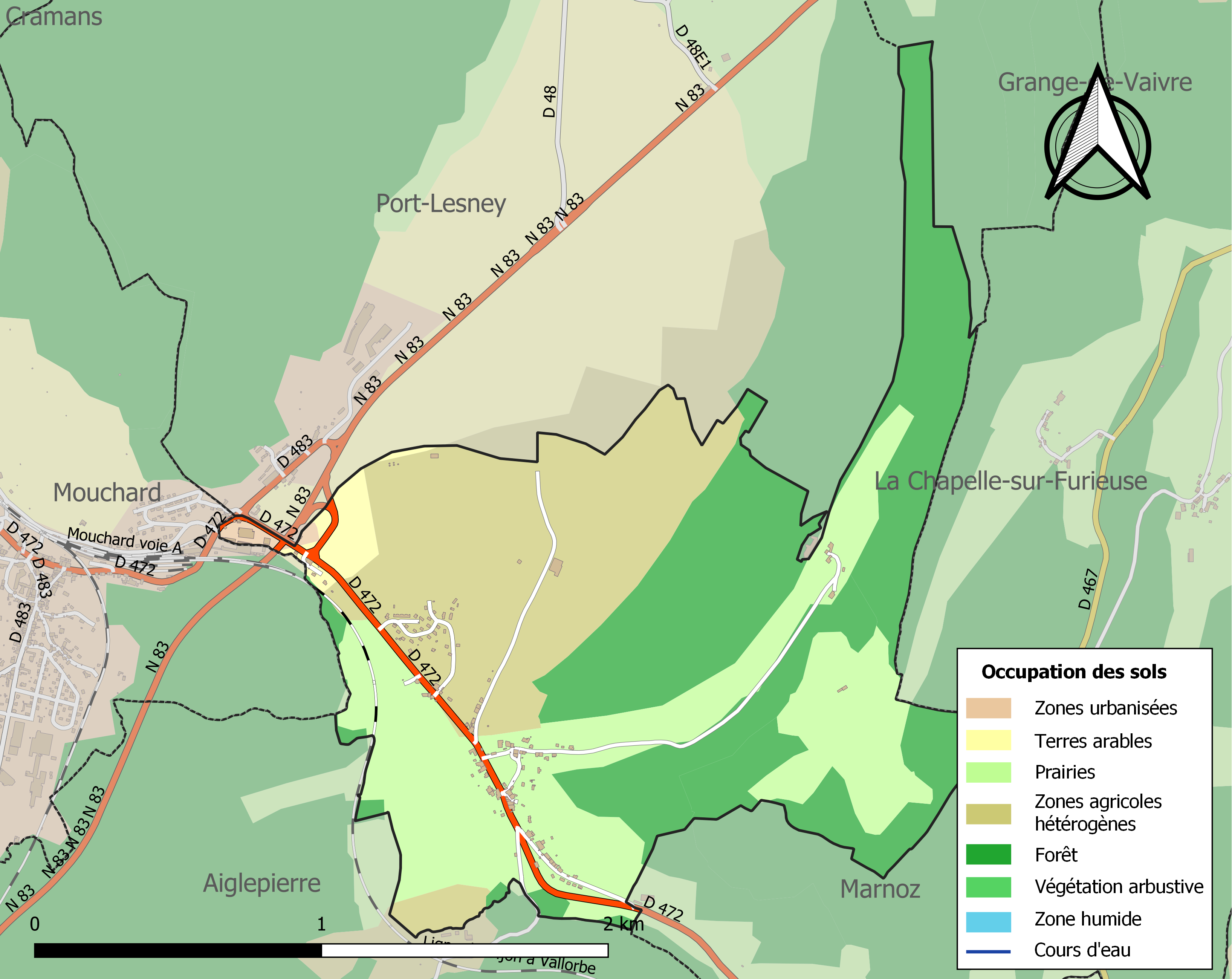
Carte des infrastructures et de l'occupation des sols de la commune en 2018 (CLC).

## Histoire
Le château de Vaulgrenant, cité dès le XIIIe siècle, se trouve sur une arête rocheuse dominant la Loue. Cette situation en hauteur permettait aux seigneurs de surveiller la "Route du sel et du bois", qui reliait Salins-les-Bains à Dole. Il fut, comme toutes les forteresses comtoises, détruit sur ordre de Louis XIV vers 1668. Des vestiges en subsistent, restaurés depuis 2001 par une association.

## Politique et administration
| Période    | Période  | Identité        | Étiquette | Qualité  |
| ---------- | -------- | --------------- | --------- | -------- |
| avant 1995 | ?        | Pierre Tournier | GE        |          |
| 2001       | 2020     | Henri Alixant   | DVG       | Retraité |
| 2020       | En cours | Joëlle Alixant  |           |          |

## Démographie
L'évolution du nombre d'habitants est connue à travers les recensements de la population effectués dans la commune depuis 1793. Pour les communes de moins de 10 000 habitants, une enquête de recensement portant sur toute la population est réalisée tous les cinq ans, les populations de référence des années intermédiaires étant quant à elles estimées par interpolation ou extrapolation. Pour la commune, le premier recensement exhaustif entrant dans le cadre du nouveau dispositif a été réalisé en 2004.

En 2022, la commune comptait 217 habitants, en évolution de −7,26 % par rapport à 2016 (Jura : −0,81 %, France hors Mayotte : +2,11 %).
| 1793 | 1800 | 1806 | 1821 | 1831 | 1836 | 1841 | 1846 | 1851 |
| ---- | ---- | ---- | ---- | ---- | ---- | ---- | ---- | ---- |
| 228  | 226  | 219  | 190  | 242  | 238  | 223  | 209  | 240  |

| 1856 | 1861 | 1866 | 1872 | 1876 | 1881 | 1886 | 1891 | 1896 |
| ---- | ---- | ---- | ---- | ---- | ---- | ---- | ---- | ---- |
| 228  | 231  | 210  | 193  | 193  | 197  | 184  | 185  | 177  |

| 1901 | 1906 | 1911 | 1921 | 1926 | 1931 | 1936 | 1946 | 1954 |
| ---- | ---- | ---- | ---- | ---- | ---- | ---- | ---- | ---- |
| 173  | 162  | 178  | 172  | 192  | 200  | 183  | 173  | 150  |

| 1962 | 1968 | 1975 | 1982 | 1990 | 1999 | 2004 | 2006 | 2009 |
| ---- | ---- | ---- | ---- | ---- | ---- | ---- | ---- | ---- |
| 125  | 138  | 218  | 241  | 216  | 225  | 240  | 245  | 229  |

| 2014 | 2019 | 2022 | - | - | - | - | - | - |
| ---- | ---- | ---- | - | - | - | - | - | - |
| 232  | 220  | 217  | - | - | - | - | - | - |

## Lieux et monuments
- La chapelle Saint-Michel : construite au XVIIIe siècle, elle est située dans le diocèse de Saint-Claude. Elle est desservie par la paroisse no 58 Notre-Dame de Lorette. Les curés sont les abbés Jean-Baptiste Dole et Simon Lebeaud.
- Le lavoir-abreuvoir orné de deux plaques à la mémoire de son donateur Jean-François Barbet (1799-1880), né à Pagnoz, chef de l'Institution Barbet préparatoire aux grandes écoles à Paris, et de son père Jean-Claude Barbet (1758-1840), qui fut maire de Pagnoz en 1814 et de 1830 à 1840 .
- Les ruines du château de Vaulgrenant.

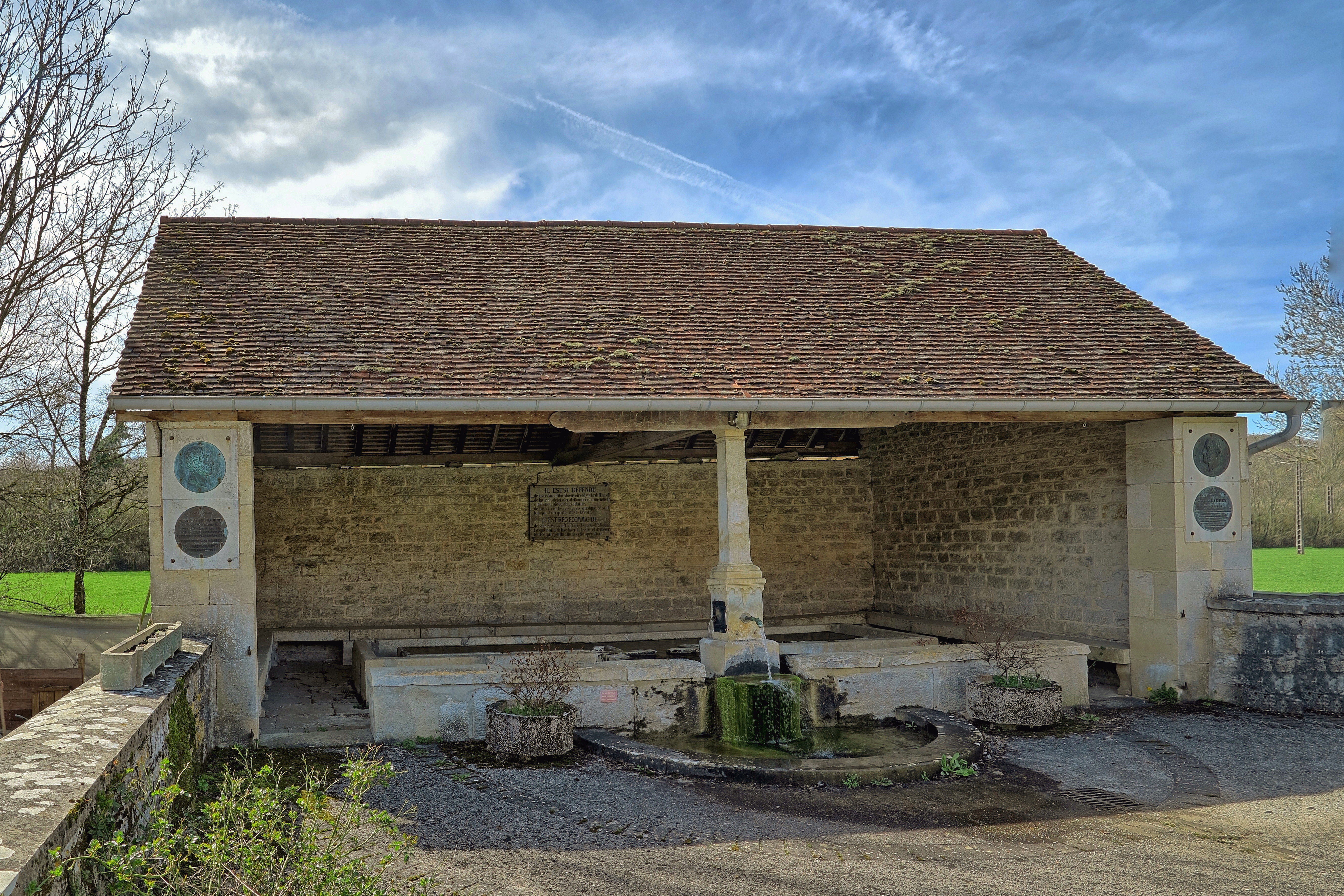
Le lavoir-abreuvoir.
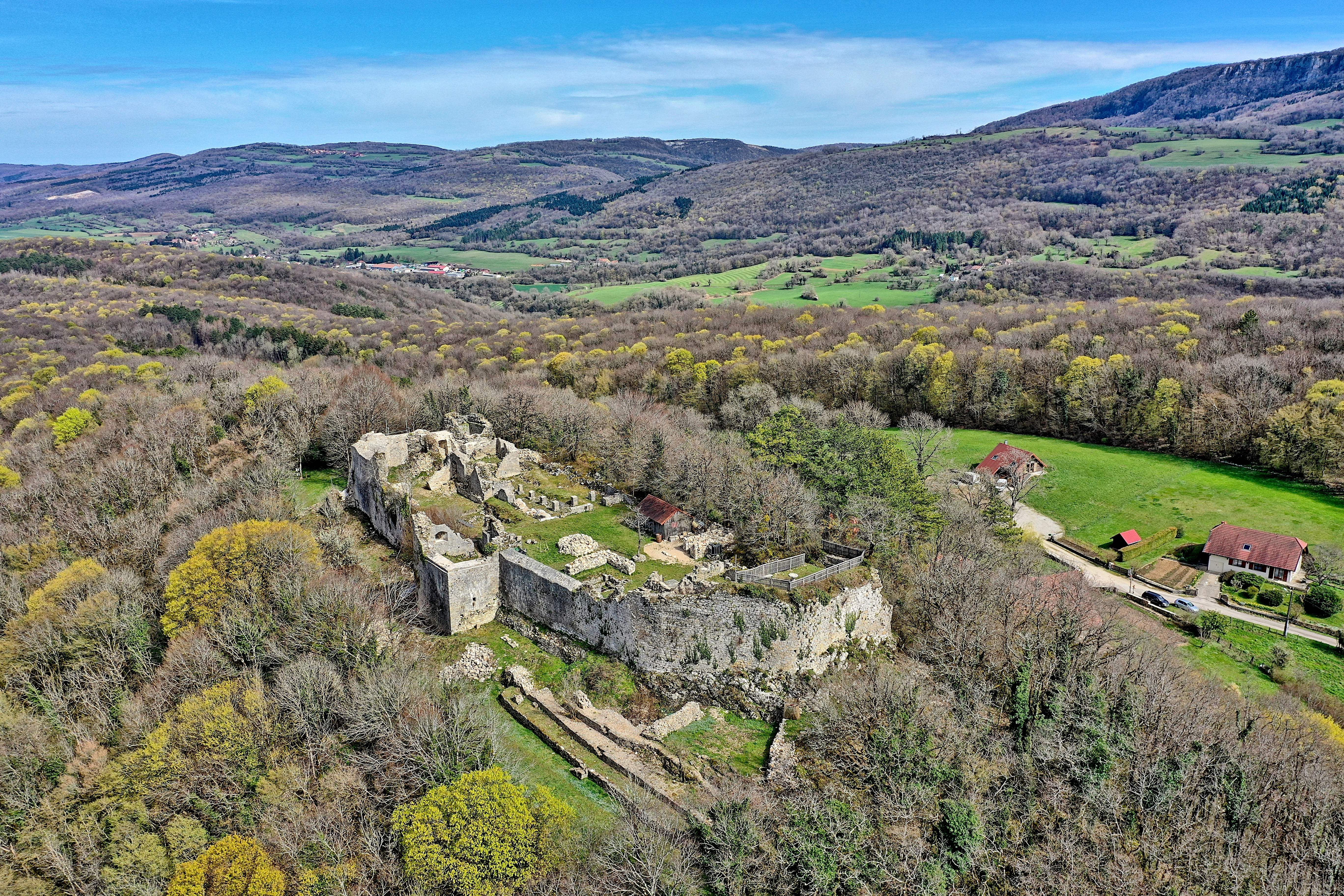
Les ruines du château de Vaulgrenant.

## Personnalités liées à la commune
Monsieur Yves Gravel, artiste peintre.